# Тінеркук (газове родовище)
Тінеркук (газове родовище) — група газових родовищ у центральній частині алжирської Сахари, що розробляються за єдиним проєктом.

## Загальна інформація
Родовище Тінеркук виявили у 2007-му році в басейні Гурара в межах ліцензійної ділянки Гассі-Мойн (Hassi Mouina) унаслідок спорудження розвідувальної свердловини Tinerkouk-1, що видала на тестуванні приплив 0,17 млн м3 газу на добу. Наступного року оціночна свердловина Tinerkouk-2 підвтердила поширення покладів, а розвідувальна свердловина Tinerkouk West-1 відкрила родовище Тінеркук-Захід (на тестуванні з Tinerkouk West-1 отримали 0,22 млн м3 на добу).
Поклади вуглеводнів пов'язані із пісковиками турнейського ярусу нижнього карбону.
Видобувні запаси проєкту первісно оцінили у 7 млрд м3 газу.

## Розробка
Відкриття родовищ здійснив консорціум норвезької StatoilHydro (75 %) та алжирського державного концерну Sonatrach (25 %). Втім, розміри відкриття не зацікавили інвестора, який відмовився від подальшої участі в проєкті, так що етапом розробки опікувалась одна Sonatrach.
Видобуток стартував в 2023 році. До складу облаштування родовищ входить установка підготовки, розрахована на прийом 3,8 млн м3 газу на добу.
Видача продукції відбувається по трубопроводу Тінеркук — GR7.